# Carlos Cabezas Rocuant
Carlos Rafael Cabezas Rocuant (Ovalle, Región de Coquimbo, Chile, 16 de febrero de 1955) es un cantante, productor musical y guitarrista chileno. Actualmente reside en la comuna Ñuñoa en Santiago.

## Carrera
En 1984 fundó, junto a Silvio Paredes y Ernesto Medina, la banda de experimental y electrónica Electrodomésticos. La banda, considerada como una de las más interesantes y vanguardistas de la época, se disolvió en 1992 con dos discos grabados: ¡Viva Chile! (1986) y Carreras de éxitos (1987). En 2002, Electrodomésticos volvió a los escenarios con el disco La nueva canción chilena el 2004. Al año siguiente el grupo volvió a separarse.
Como solista, Cabezas grabó en 1997 su álbum debut, El resplandor. En 2010 grabó dos discos simultáneamente: Has sabido sufrir, que contiene boleros grabados en vivo, y Desamanecer. Has sabido sufrir, que lleva el nombre de un éxito de Electrodomésticos, es una reconstrucción del bolero, e incluye canciones como «Nuestro juramento» de Julio Jaramillo y «Amor gitano» de Héctor Flores. Ambos trabajos son considerados por el autor como «dos caras de la misma moneda».
Cabezas es un productor importante dentro del medio musical chileno y ha trabajado con artistas como Los Prisioneros, Los Tres, Pánico o Jorge González. Además ha compuesto la banda sonora de películas como La fiebre del loco (2001), El chacotero sentimental (2003) y Radio Corazón (2007).
En 2012 Cabezas, lanzó un nuevo álbum donde se recopilan alguna de las canciones de las bandas sonoras de las películas donde participó, titulado Dejá vù. Además participó en la película No el año 2012, tanto musical como actoralmente.
En 2017 inició un nuevo proyecto con Angelo Pierattini llamado Cordillera, con el que lanzó un EP de tres canciones el 16 de junio. Cabezas planeaba lanzar otros dos EP y un disco que compilara los tres juntos, pero el naciente dúo quedó en pausa muy pronto debido a la reactivación de Electrodomésticos y su disco Ex la humanidad.
A fines de 2018 Carlos Cabezas realizó un recital único en el Teatro Biobío de Concepción para conmemorar los 20 años de su primer disco solista, aunque con un año de desfase según sus propias palabras. Sobre la base de este concierto, en agosto del año siguiente se publicó el segundo disco en vivo de Cabezas, Bailando en silencio, una transcripción del disco El resplandor, con las mismas canciones pero en un formato más acústico y con nuevos efectos de sonido.

## Discografía

### Electrodomésticos
- 1986 - ¡Viva Chile!
- 1987 - Carreras de éxitos
- 2004 - La nueva canción chilena
- 2013 - Se caiga el cielo
- 2015 - 2016 Público
- 2017 - Ex la Humanidad
- 2024 - Mirar la luz

### Solista

#### Estudio
- 1997 - El resplandor
- 2007 - Mantras
- 2010 - Desamanecer
- 2012 - Dejá vù (con Orquesta del Dolor)
- 2015 - Carlos Cabezas 1995

#### En vivo
- 2011 - Has sabido sufrir
- 2019 - Bailando en silencio

#### Bandas sonoras
- 1996 - Takilleitor
- 1999 - El chacotero sentimental
- 2001 - La fiebre del loco
- 2007 - Radio Corazón
- 2015 - El club

### Colaboraciones
- 1994 - El futuro se fue, Jorge González: letra y voz en Mapuche o español.
- 1999 - Mi destino, Jorge González: teclado en El viejo que bailaba el nuevo estilo de baile.
- 2000 - Tributo a Los Prisioneros: cover de Estar solo.
- 2006 - Mi propia luz, de Francisco González: voz en Mi propia luz.
- 2012 - Fuego en los Andes, de Angelo Pierattini: voz en Alma desierta.
- 2016 - Manuel García: guitarra en Corazón para hacer Constitución.
- 2017 - Pez, Rubio: voz en "Luz"